# Sheepwash, Northumberland
Sheepwash är en ort i civil parish Ashington, i grevskapet Northumberland i England. Orten är belägen 5 km från Morpeth. Sheepwash var en civil parish 1896–1935 när det uppgick i Ashington. Civil parish hade 68 invånare år 1931.